# FK Sutjeska Nikšić
El FK Sutjeska Nikšić (en montenegrí: Фудбалски клуб Сутјеска) és un club de futbol montenegrí de la ciutat de Nikšić.
Va ser fundat l'any 1927 amb el nom SK Hajduk. Evolució del nom:
- 1927–1930: SK Hajduk - Sportski klub "Hajduk"
- 1930–1941: SK Hercegovac - Sportski klub "Hercegovac"
- 1945–avui: FK Sutjeska - Fudbalski klub "Sutjeska"

## Palmarès
- Lliga montenegrina de futbol:[2]
  - 2012–13, 2013–14, 2017–18, 2018–19, 2021–22

- Copa montenegrina de futbol:[3]
  - 2016–17, 2022–23